# Буй Куанг Хюи
Буй Куанг Хюи (вьет. Bùi Quang Huy, родился 5 января 1983 года в Тэйнине) — вьетнамский футболист, вратарь.

## Карьера

### Клубная
Куанг Хюи пришёл в футбол достаточно поздно, будучи просто любителем и играя в свободное время. В 1998 году, будучи учеником 11-го класса, он присоединился к молодёжному составу клуба «Намдинь», не имея никакой серьёзной предварительной подготовки, однако благодаря своим физическим качествам и развитым во время любительских выступлений навыкам он стал через несколько месяцев игроком основного состава. Куанг Хюи считается одним из наиболее талантливых игроков клуба «Намдинь», родившихся в 1980-е годы. С 2005 года он был капитаном клуба, с которым выступал на протяжении пяти лет во Вьетнамской Суперлиге. Перед сезоном 2009/2010 он подписал трёхлетнее соглашение с клубом «Хайфон» на сумму, превышавшую его месячный заработок в 30 миллионов раз. Игровую карьеру завершал в клубе «Ниньбинь», из большого спорта ушёл после снятия клуба с первенства Вьетнама 2015 года и последующего расформирования команды.

### В сборной
Буй Куанг Хюи впервые был вызван во вьетнамскую сборную для подготовки к чемпионату АСЕАН 2004 года, однако на турнире он был резервным вратарём при основном вратаре Нгуене Тхе Ане (команда Вьетнама заняла 3-е место в группе и не вышла в следующий раунд). Дебют его состоялся в 2004 году. Куанг Хюи был в заявках сборной Вьетнама на Кубок Азии 2007 года и чемпионат АСЕАН 2008 года, но и там основным вратарём был не он, а Зыонг Хонг Шон (Куанг Хюи не сыграл на Кубке Азии ни одной встречи).
Всего он провёл 10 игр за вьетнамскую сборную, причём последняя состоялась в 2010 году в рамках отбора на Кубок Азии 2011 года. В составе сборной Вьетнама он выиграл чемпионат АСЕАН 2008 года, стал бронзовым призёром чемпионата АСЕАН 2007 года, а на домашнем Кубке Азии с командой дошёл до четвертьфинала, где их сборная уступила будущим чемпионам, Ираку. Также его сборная выступала на ряде товарищеских турниров, в том числе в 2006 году на Agribank Cup, где Буй отыграл 81 минуту в матче против второй сборной Новой Зеландии (победа 1:0).

## Достижения

### В сборной
- Чемпионат АСЕАН по футболу:
  - Чемпион (2008)
  - Бронзовый призёр (2007)

### В клубах
- Чемпионат Вьетнама по футболу:
  - Серебряный призёр чемпионата Вьетнама: 2004 (Намдинь), 2010 (Хайфон)
  - Бронзовый призёр чемпионата Вьетнама: 2003 (Намдинь)
- Кубок Вьетнама по футболу:
  - Обладатель Кубка Вьетнама: 2007 (Намдинь)